# Daryl Washington
Daryl Lewis Washington (Dallas, 9 ottobre 1986) è un giocatore di football americano statunitense che gioca nel ruolo di linebacker per gli Arizona Cardinals della National Football League (NFL). Fu scelto nel corso del secondo giro (47º assoluto) del Draft NFL 2010. Al college ha giocato a football coi TCU Horned Frogs.

## Carriera professionistica

### Arizona Cardinals
Washington fu scelto nel corso del secondo giro del Draft 2010 dagli Arizona Cardinals. Nella sua stagione da rookie disputò tutte le 16 partite, 11 delle quali come titolare, mettendo a segno 78 tackle, 1 sack e 1 intercetto. Nelle stagioni successive si impose come uno dei migliori linebacker della lega ottenendo la sua prima convocazione per il Pro Bowl e venendo inserito nel Second-team All-Pro dall'Associated Press nel 2012 dopo un'annata in cui mise a segno ben 134 tackle, 9 sack e un intercetto. A fine anno fu classificato al numero 94 nella classifica dei migliori cento giocatori della stagione.
Il 3 aprile 2013, Washington venne sospeso dalla lega per le prime 4 partite della stagione regolare 2013 per abuso di sostante vietate. Tornò in campo nella settimana 5 disputando una grande prestazione nella vittoria sui Carolina Panthers, mettendo a segno due sack e un intercetto su Cam Newton. Nella settimana 8 fece registrare il primo intercetto stagionale nella vittoria sugli Atlanta Falcons. Il terzo sack stagionale lo mise a segno nella settimana 16, contribuendo ad infliggere ai Seattle Seahawks la prima sconfitta interna dopo due anni di imbattibilità. A fine stagione fu votato al 96º posto nella NFL Top 100.
Il 30 maggio 2014, Washington fu nuovamente trovato positivo ai test antidoping, venendo sospeso per tutta la stagione 2014.

## Palmarès
- Pro Bowl (2012)
- Second-team All-Pro (2012)

## Statistiche
| Partite totali      | 61   |
| Partite da titolare | 55   |
| Tackle totali       | 394  |
| Sack                | 18,0 |
| Intercetti          | 6    |

Statistiche aggiornate alla stagione 2013